# الرواق السعودي
الرواق السعودي هو مبنى مشروع توسعة المطاف بالمسجد الحرام يقع خلف الرواق العباسي ويحيط به وبصحن الكعبة المشرفة. وأعلن عن اكتمال مشروع الرواق السعودي وتدشينه في عهد الملك سلمان بن عبد العزيز آل سعود بتاريخ 1 ذو القعدة 1444هـ الموافق 21 مايو 2023م.

## التاريخ
بدأت فكرة الرواق العباسي في عهد الملك عبد العزيز آل سعود حين برزت الحاجة لبناء توسعة للمسجد الحرام لاستيعاب أعداد الحجاج المتزايدة، وبدأ العمل عليه في عهد الملك سعود عام 1375هـ/1955م، واستمر بناء الرواق في عهد الملك سعود والملك فيصل والملك خالد، ليستكمل تطويره في عهد الملك فهد والملك عبد الله وحتى عهد الملك سلمان.

## الوصف
يتميز الرواق السعودي بمساحة أوسع لم يشهدها المسجد الحرام من قبل، حيث يتكون من (4) أدوار وهي الدور الأرضي، والدور الأول والدور الثاني «الميزانين»، والسطح، وأصبحت الطاقة الاستيعابية للرواق السعودي (287,000) مصلٍ، و(107,000) طائف في الساعة بالرواق وصحن المطاف، وتبلغ مساحة الرواق السعودي حاليًا (210) آلاف متر مربع.
يبدأ امتداد لرواق السعودي من الناحية الغربية حينما أمر الملك فهد بن عبد العزيز بإضافة جديدة للرواق السعودي، وقد بلغ عدد الأعمدة في هذه التوسعة حوالي (1500) عمود مكسو بالرخام الأبيض، وعدد من القباب على سطح الأروقة، وفي عهد الملك فهد أصبحت مساحتها حوالي (365) ألف متر مربع والطاقة الاستيعابية حوالي مليون مصل، وتضمن الرواق السعودي بعد هذا الامتداد بابا جديداً وهو باب الملك فهد.
وامتدت مساحة الرواق السعودي من الجهة الشمالية بإضافة جديدة بدأت في عهد الملك عبد الله بن عبد العزيزآل سعود واكتملت في عهد الملك سلمان بن عبد العزيز آل سعود، حيث أصبحت مساحة المسجد الحرام حوالي مليون متر مربع، بطاقة استيعابية حوالي مليوني مصل متضمنة عدداً كبيراً من الأعمدة وباباً يحمل اسم باب الملك عبد الله بن عبد العزيز.
ويوفر الرواق السعودي مساحات أوسع للطائفين والمصلين، وفق معايير هندسية عالية الجودة والدقة، كما يمتاز بتوافر جميع الخدمات التقنية والخدمية وأنظمة الصوت والإنارة، التي تسهم في تهيئة البيئة الإيمانية الخاشعة لضيوف الرحمن.

## معنى الرواق

### الرواق في العمارة الإسلامية
يقصد بالرواق في العمارة الإسلامية الممر أو المساحة الواقعة بين عامودين، وتحتوي على عقود عامودية أو موازية لجدار القبلة، كما تحتوي على صفوف من الأعمدة، وقد تكون هذه العقود متقاطعة أي تتجه بشكل موازي وعامودي باتجاه القبلة.

### في اللغة
الرواق جمعها روق وأروقة ورواقات، ويقصد به ما أحاط بالشيء، وتقال للستر يمد دون السقف، وبيت كالفسطاط يحمل على عمود واحد في وسطه، وسقف مقدم البيت وظلة للدراسة في مسجد أو معبد، وركن في ندوة للتلاقي والتشاور.